# Samoem

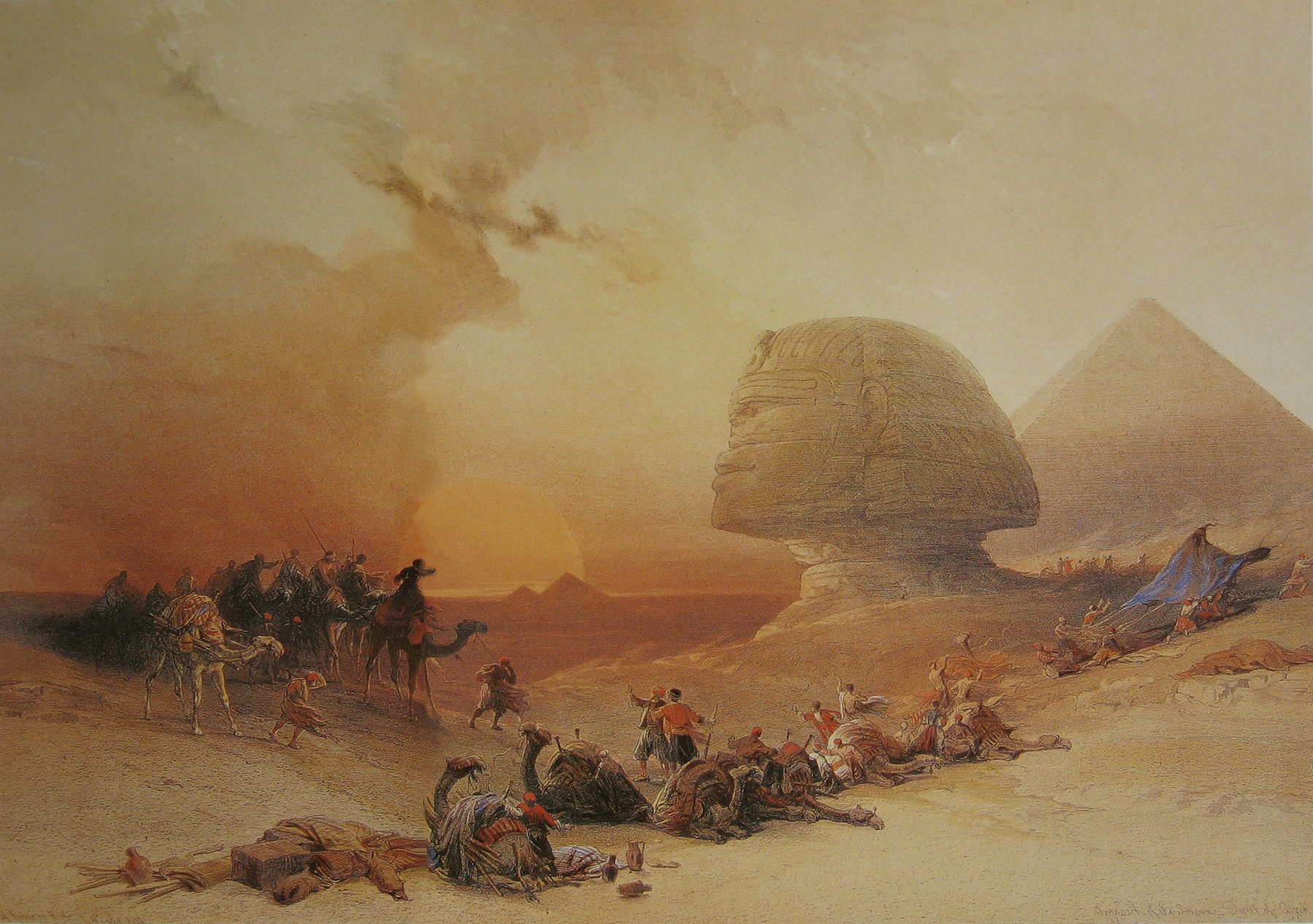
Samoem in de woestijn
door David Roberts (1838)

Samoem (ook: samoen, simoom en samyel, naar het Arabische 'samm') is een hete, droge wind in het westelijk gedeelte van Azië, vooral in Arabië en langs de kust van de Perzische Golf. Hij voert veel woestijnzand mee, dat de hemel rood of geel kleurt en wordt zeer gevreesd. Gewoonlijk blijft hij twee of drie dagen waaien.